# Thái cực quyền (phim 2012)
Thái cực quyền (tựa tiếng Anh: Tai Chi 0 hoặc Tai Chi Zero; tựa gốc tiếng Trung: 太極之零開始 hoặc 太極：從零開始) là một phim võ thuật 3D của Trung Quốc do Phùng Đức Luân làm đạo diễn và đồng sản xuất. Đây là một câu chuyện hư cấu về trường phái Trấn thức của môn võ Thái cực quyền, được Trần Trường Hưng truyền dạy cho đồ đề ngoại môn đầu tiên là Dương Lộ Thiền. Bộ phim do Hồng Kim Bảo làm chỉ đạo võ thuật. Đây là phim điện ảnh đầu tiên do các công ty sản xuất của Phùng Đức Luân và Ngô Ngạn Tổ phối hợp sản xuất.

## Diễn viên
- Lương Gia Huy vai Trần Trường Hưng
- Angelababy vai Trần Ngọc Nương
- Viên Hiểu Siêu vai Dương Lộ Thiền
- Phùng Thiệu Phong vai Trần Tài Ương
- Trần Tư Thành vai Trần Canh Vân
- Hùng Nãi Cẩn vai vợ Trần Canh Vân
- Thư Kỳ vai mẹ Dương Lộ Thiền
- Phùng Đức Luân vai A Nan
- Phùng Khắc An vai Triệu Kham Bình
- Ngô Địch vai Trần Hữu Trực
- Liêu Bích Lệ vai Khắc Lai Nhi